# Marcial Di Fonzo Bo
Marcial Di Fonzo Bo (* 19. Dezember 1968 in Buenos Aires) ist ein französisch-argentinischer Schauspieler und Bühnenregisseur.

## Leben
Marcial Di Fonzo Bo wurde 1968 in Buenos Aires geboren.
Ab 1987 lebte er in Paris. 1991 wechselte er an die École Nationale de Théâtre de Bretagne, wo er Unterricht bei Christian Colin und Didier-Georges Gabily nahm. Als Schauspieler für Film und Fernsehen wirkte er an rund 20 Produktionen mit.
2011 wurde er für den Molière-Preis als Bester Regisseur nominiert. Seit Juli 2023 leitet er das Theater Le Quai in Angers.

## Filmografie
- 1987: Tango Nuestro
- 1997: L’Homme que j’aime
- 1997: La Mandrágora
- 1998: Peau neuve
- 1998: Disparus
- 2000: Le Communicateur
- 2001: Mon meilleur amour
- 2000: Tout va bien, on s’en va
- 2002: Ma Forever
- 2003: Lapin intégral
- 2003: Elle est des nôtres
- 2003: Ensemble X
- 2004: La Mort d’une voiture
- 2004: Le Rôle de sa vie
- 2005: Travaux, on sait quand ça commence...
- 2009: Non ma fille tu n’iras pas danser
- 2009: Zu zweit ist es leichter (À deux c’est plus facile)
- 2011: Midnight in Paris
- 2011: La Ligne blanche
- 2011: Polisse
- 2013: Tout est permis
- 2014: Urlaub vom Führerschein
- 2015: Lost in Munich
- 2015: Démons